# Mistrovství Evropy ve sportovním lezení 2000
Mistrovství Evropy ve sportovním lezení 2000 (anglicky: UIAA European Championship, francouzsky: Championnats d'Europe d'escalade, německy: Klettern Europameisterschaft) se uskutečnilo jako čtvrtý ročník 7. října v Mnichově pod hlavičkou Mezinárodní horolezecké federace (UIAA), bylo to již třetí ME pořádané v Německu, závodilo se pouze v lezení na obtížnost a rychlost, naposledy bez boulderingu..

## Průběh závodů

### Češi na ME
Šampionátu se zúčastnili 3 muži a 5 žen z České republiky.

### Výsledky mužů a žen
| obtížnost              | obtížnost                        | rychlost               | rychlost                 |
| ---------------------- | -------------------------------- | ---------------------- | ------------------------ |
| muži                   | ženy                             | muži                   | ženy                     |
| 1. Alexandre Chabot    | 1. Katrin Sedlmayer              | 1. Maxim Stěnkovyj     | 1. Olena Repko           |
| 2. Cristian Brenna     | 2. Stéphanie Bodet               | 2. Iakov Soubbotine    | 2. Taťjana Rujgová       |
| 3. Jevgenij Ovčinnikov | 3. Marietta Uhden                | 3. Alexandre Chaoulsky | 3. Zosia Podgorbounskikh |
|                        |                                  |                        |                          |
| 39.-46. Tomáš Mrázek   | 21.-22. Věra Kotasová-Kostruhová | —                      | 12. Lenka Trnková        |
| 54. Marek Havlík       | 21.-22. Lenka Trnková            | —                      | 17. Jitka Kuhngaberová   |
| 55.-56. Jakub Hlaváček | 28.-29. Jitka Kuhngaberová       | —                      | —                        |
| —                      | 38. Sylvie Nagyová               | —                      | —                        |
|                        |                                  |                        |                          |
| ? finalistů            | ? finalistek                     | ? finalistů            | ? finalistek             |
| ? semifinalistů        | ? semifinalistek                 | ? semifinalistů        | ? semifinalistek         |
| 62 mužů                | 52 žen                           | 23 mužů                | 17 žen                   |

### Medaile podle zemí
| pořadí | stát     | Zlatá medaile | Stříbrná medaile | Bronzová medaile | celkem |
| ------ | -------- | ------------- | ---------------- | ---------------- | ------ |
| 1.     | Rusko    | 0             | 2                | 3                | 5      |
| 2.     | Ukrajina | 2             | 0                | 0                | 2      |
| 3.     | Francie  | 1             | 1                | 0                | 2      |
| 4.     | Německo  | 1             | 0                | 1                | 2      |
| 5.     | Itálie   | 0             | 1                | 0                | 1      |

### Zúčastněné země
| 1.   | Francie            | Německo            | Ukrajina  | Ukrajina   |
| 2.   | Itálie             | Francie            | Rusko     | Rusko      |
| 3.   | Rusko              | Rusko              | Maďarsko  | Polsko     |
| 4.   | Ukrajina           | Belgie             | Polsko    | Nizozemsko |
| 5.   | Švýcarsko          | Švýcarsko          | Bulharsko | Česko      |
| 6.   | Slovinsko          | Itálie             | Rakousko  | Bulharsko  |
| 7.   | Španělsko          | Ukrajina           | Německo   | Rumunsko   |
| 8.   | Německo            | Slovinsko          | Francie   | Německo    |
| 9.   | Nizozemsko         | Rakousko           | —         | —          |
| 10.  | Finsko             | Slovensko          | —         | —          |
| 11.  | Rakousko           | Česko              | —         | —          |
| 12.  | Švédsko            | Španělsko          | —         | —          |
| 13.  | Spojené království | Polsko             | —         | —          |
| 14.  | Bulharsko          | Spojené království | —         | —          |
| 15.  | Slovensko          | Finsko             | —         | —          |
| 16.  | Česko              | Nizozemsko         | —         | —          |
| 17.  | Polsko             | Švédsko            | —         | —          |
| 18.  | -                  | Bulharsko          | —         | —          |
| (20) | 17                 | 18                 | 8         | 8          |